# Бомбардировки Ленинграда
Бомбардировки Ленинграда — серия авианалётов на Ленинград, совершённых авиацией нацистской Германии во время Великой Отечественной войны (1941—1943).
За три года немецкая авиация совершила 272 воздушных налёта (из них 193 ночью). Было сброшено 69 613 зажигательных и 4686 фугасных бомб. Воздушная тревога объявлялась в городе 642 раза, и длилась в общей сложности 702 часа.
Немецкие самолёты (Me-109, Ю-88) базировались в районе Гатчины и Сиверской, а также в районе Любани, Пскова и Тосно.

## Динамика авианалетов
За июль и август 1941 года на Ленинград было совершено 17 групповых авианалётов (8 днём и 9 ночью). При этом к городу прорвалось незначительное количество самолётов от общего числа участвовавших в налётах. В сентябре было совершено 23 групповых налёта (из них 11 днём), в октябре — 18. В начале 1942 года авианалёты прекратились. В целом авианалёты носили беспокоящий характер, ни один мост через Неву не был разрушен, равно как не пострадал Смольный и здание НКВД на Литейном.

## ПВО Ленинграда
На июнь 1941 года противовоздушную оборону города осуществляли части Северной зоны ПВО. Из её состава на защите непосредственно Ленинграда находился 2-й корпус ПВО и оперативно подчиняющийся ему 7-й истребительный авиационный корпус ПВО. Ленинград обороняли 6 зенитно-артиллерийских полков (115, 169, 189, 192, 194, 351), 2-й зенитный пулемётный полк и другие подразделения. На вооружении состояло 305 истребителей, около 600 зенитных орудий среднего калибра (плюс ещё 246 в резерве) и 94 малого калибра, 141 зенитный пулемёт. Силы ПВО располагали аэростатами заграждения и прожекторными полками (438 прожектора). На вооружении защитников города имелись также радиолокаторы РУС-1 и РУС-2. К концу первого года войны ПВО Ленинграда и Дороги жизни обеспечивали 10 станций РУС-2.
Первый самолёт противника был подбит огнём 15 батареи 192 зенитно-артиллерийского полка, в ночь на 23 июня Ju-88A из 1-й эскадрильи KGr.806 получив повреждения загорелся и совершил вынужденную посадку. Все члены экипажа включая командира, лейтенанта Ханса Турмейера (Hans Turmeyer) были взяты в плен.
За точный огонь, командир 15 батареи 192 зенитно-артиллерийского полка Пимченков Алексей Титович был награждён Орденом Красной Звезды.

## Роль финской авиации
Ленинград был блокирован немецкими войсками (фон Лееб) с юга и финскими с севера. Тем не менее, финская авиация не наносила ударов по самому городу в границах тех лет. Лишь в начале 1944 года (21 февраля и 10 марта) финские самолёты произвели бомбардировку советских аэродромов в северных предместьях Ленинграда: Горская, Касимово, Левашово, Юкки. Также историки упоминают налёт 4 апреля 1944 года 35 бомбардировщиков из Йоэнсуу, которые натолкнулись на плотный огонь советской ПВО и не смогли прорваться к городу.

## Потери
От бомбардировок около 2 тыс. человек погибло и 10 тыс. получили ранения различной степени тяжести.

## Хронология значительных авианалётов

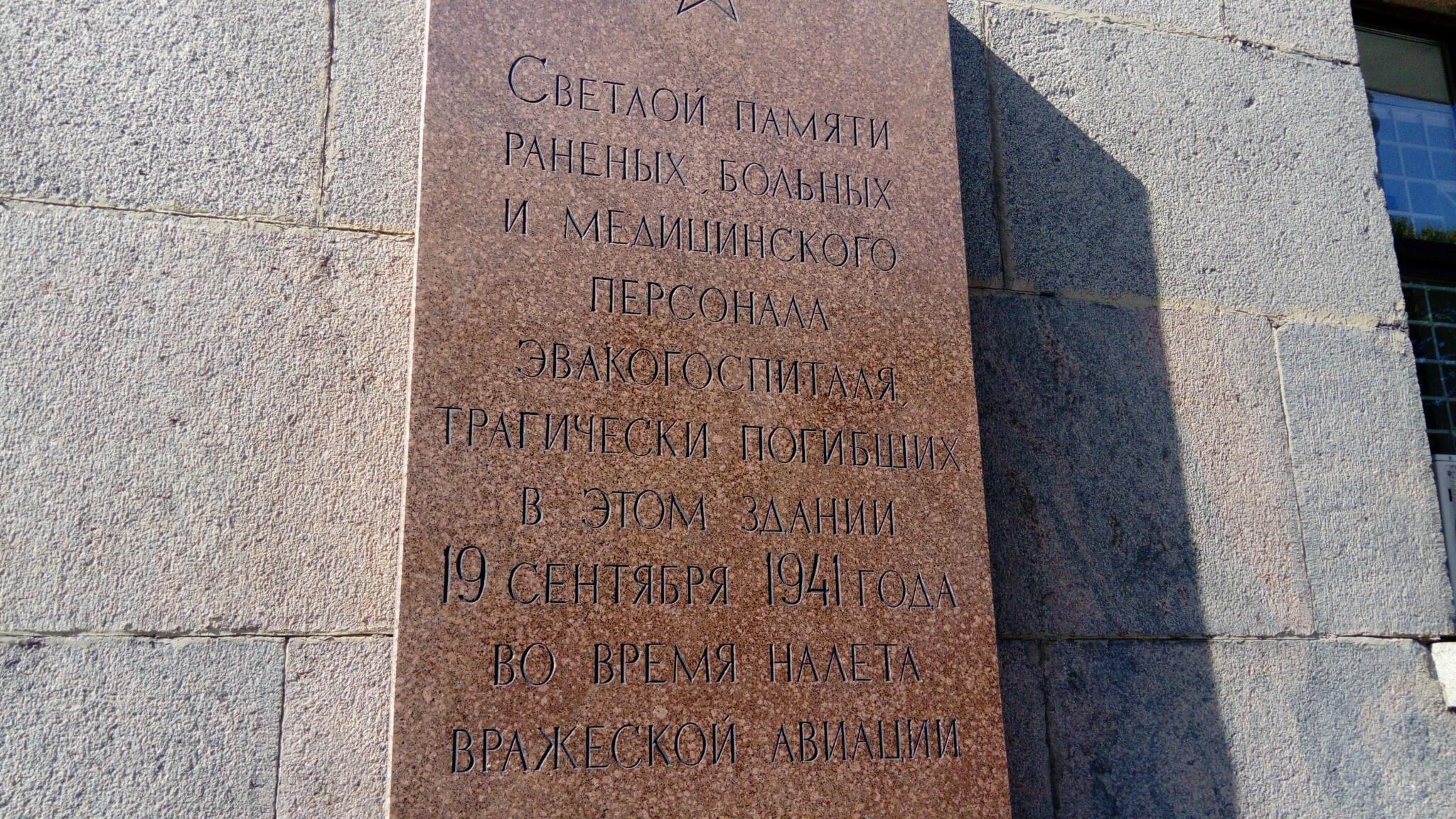
Табличка памяти жертв налёта 19 сентября 1941 года (Суворовский проспект, 50-52)

- 8 сентября 1941 года город подвергся первому двойному авианалёту. В 18:55 23 немецких самолёта Dornier Do 17 (оберст Х. Рикхофф)[15] разбомбили Бадаевские склады, уничтожив 3 тыс. тонн муки. Во время второго налёта повреждение получили Московский вокзал и главная водонапорная станция города.
- 10 сентября 1941 года 20 немецких бомбардировщиков совершили налёт на город, сбросив бомбы на Кировский завод, судоверфь и кондитерскую фабрику. Вторично бомбардировке подверглись Бадаевские склады.
- 19 сентября 1941 года люфтваффе совершила шесть налётов на Ленинград, в которых приняло участие до 276 немецких самолётов. В результате налёта погибло около 1000 человек («самый страшный воздушный налёт») — большая часть погибших пришлась на госпиталь на Суворовском проспекте. Повреждение получил Мариинский театр и Гостиный двор. Защитникам Ленинграда в тот день удалось сбить лишь 5 самолётов противника[15]
- 21, 22 и 23 сентября 1941 года — серия массированных авианалётов на объекты Кронштадтской военно-морской базы и корабли Балтийского флота. Участвовало до 400 германских самолётов. В результате были потоплены и выведены из строя линкор «Марат», лидер «Минск», эскадренный миноносец «Стерегущий», сторожевой корабль «Вихрь», канонерская лодка «Пионер» и подводная лодка М-74. Линкор «Октябрьская революция», два крейсера, три эсминца, минный заградитель и ещё ряд кораблей получили повреждения[16][17][18].
- 27 сентября 1941 года в трех авианалётах (в 8, 12 и 17 часов) на город участвовало 197 немецких самолёта. Атака производилась со стороны Финского залива. Немецкая авиация совершала бомбардировки с высоты 2—3 км. Атаки производились группами по 10—15 самолётов. Основной удар пришёлся на советские аэродромы (Комендантский, Левашово, Манушкино, Углово). От разрывов бомб погибло 28 человек и около 100 получили ранения.
- 5 ноября 1941 года в небе над Ленинградом произошел воздушный бой, в ходе которого лётчик Севастьянов на своем самолёте И-153 протаранил Heinkel He 111. Обломки немецкого самолёта упали в Таврическом саду. Во время налёта немецкой авиации пострадал завод Красный выборжец и Финляндский вокзал
- 4—30 апреля 1942 года немецкая авиация сосредоточилась на бомбардировках кораблей Балтфлота (Айсштосс)
- Май 1943 года: в беспокоящих бомбардировках Ленинграда впервые использованы самолёты FW-190
- 17 октября 1943 года последний авианалёт люфтваффе на Ленинград[6].